# Samvel Gasparov
Pour les articles homonymes, voir Gasparov.
Samvel Vladimirovitch Gasparov (en russe : Самвел Владимирович Гаспаров), né le 7 juin 1938 à Tbilissi (république socialiste soviétique de Géorgie) et mort le 26 mai 2020 (81 ans) à Moscou (Russie), est un réalisateur soviétique et russe et un écrivain de nouvelles. 
Il se forme à l'Institut fédéral d'État du cinéma et travaille notamment au Studio d'Odessa. Il est l'un des réalisateurs qui ont participé au développement du western rouge en Union soviétique. Ses œuvres, films d'action et films policier, mettent souvent en scène des épisodes de la Guerre civile et ont été critiquées pour leur manque de psychologie et leur violence.

## Filmographie
- 1974 : Premier raid, dernier raid (ru) (Рейс первый, рейс последний)
- 1975 : La Haine (ru) (Ненависть)
- 1978 : Le Certificat de pauvreté (ru) (Свидетельство о бедности)
- 1979 : Oubliez le mot « Mort » (ru) (Забудьте слово «смерть»)
- 1980 : Pain, Or, et Revolver (ru) (Хлеб, золото, наган)
- 1981 : Le Sixième (Шестой)
- 1983 : Sans risque sur la personne (ru) (Bez osobogo riska)
- 1985 : Les Coordonnées de la mort (Координаты смерти)
- 1987 : Kak doma, kak dela? (ru) (Как дома, как дела?)
- 1990 : Les Charognards sur les routes (ru) (Стервятники на дорогах)
- 2009 : Piège pour un tueur (Капкан для киллера)